# Aptoceras carbonelli
Aptoceras carbonelli är en insektsart som beskrevs av Christiane Amédégnato och Marius Descamps 1978. Aptoceras carbonelli ingår i släktet Aptoceras och familjen gräshoppor. Inga underarter finns listade i Catalogue of Life.